# Мелия, Марина Ивановна
Марина Ивановна Ме́лия  (с 1975 по 1984 год известна как Фролова; родилась 3 января 1948) — российский психолог, кандидат психологических наук (1978), профессор (1991), колумнист в газете «Ведомости», автор статей в журналах Forbes, Harvard Business Review, «Вопросы психологии», «Аргументы и факты», «Наша психология» и других. Автор бестселлера «Бизнес — это психология».

## Биография
Марина Мелия родилась 3 января 1948 года в Москве, в семье врача-онколога и военного. Для получения стажа перед поступлением в медицинский институт в 15 лет пошла работать санитаркой в терапевтическое отделение для тяжёлых больных московской городской 81-й больницы. В 1965 году окончила школу с золотой медалью, поступила в медицинский институт имени Н. И. Пирогова. Профессионально увлеклась спортом, получила звания мастера спорта СССР по лыжам, мастера спорта СССР международного класса по велоспорту, продолжила обучение в Государственном центральном ордена Ленина институте физической культуры (ГЦОЛИФК), который окончила в 1971 году по специальности «психология спорта».

## Деятельность
С 1972 по 1978 год работала под руководством профессора Ирины Николаевны Решетень на кафедре педагогики Государственного центрального ордена Ленина института физической культуры (ГЦОЛИФК) и в 1978 году защитила кандидатскую диссертацию по специальности «социальная психология». Исследования проводились в лаборатории Института общей и педагогической психологии согласно стратометрической концепции групп и коллективов Артура Владимировича Петровского путём изучения спортивных сборных команд СССР. Во время подготовки к Олимпийским играм 1980 года в Москве доцент Марина Ивановна Фролова (Мелия) работала в составе комплексной научной группы по велоспорту. С 1991 года — профессор ГЦОЛИФК. Возглавляла лабораторию психологии спорта высших достижений во Всесоюзном НИИ физической культуры, руководила психологической службой спорта в СССР, преподавала, была деканом факультета психологии.
В начале кооперативного движения Марина Мелия в партнерстве с Владимиром Столиным и группой психологов МГУ им. Ломоносова основала при этом университете психологический кооператив «Интеракт», директором которого работала с 1987 по 1989 год. Кооператив одним из первых в СССР предлагал услуги психологических и бизнес-тренингов, таких как искусство публичных выступлений, проведение переговоров, совещаний, работа над имиджем, над стратегией развития компании.
Затем выступила соучредителем и стала директором консалтинговой компании ЭКОПСИ (1989—1991), соучредителем и генеральным директором советско-американской консультативной компании RHR International/Ecopsy (1991—1998). Фронт психологической работы расширился до ассессмента организаций, индивидуального психологического ассессмента, проведения семинаров по миссии и стратегии компаний с разработкой программ для каждой конкретной фирмы, под каждого конкретного руководителя. Проводились консультации по становлению региональных филиалов, разработке структуры, взаимодействию между топ-менеджерами, связями по горизонтали, оценке кадров и так далее.
В 1999 году единолично учредила и до 2011 года работала генеральным директором психологической консультативной компании «ММ-Класс», основным направлением деятельности которой являлись разные техники коучинга. С 2004 года — член совета директоров банка «Авангард». С 2015 года работает на факультете психологии НИУ ВШЭ профессором российско-французской магистерской программы «Психоанализ и психоаналитическое бизнес-консультирование». Марина Мелия преподаёт, проводит мастер-классы, её мнение по вопросам бизнеса, коучинга, воспитания детей и другим вопросам психологии широко используется различными изданиями России, цитируется в учебных пособиях для бизнес-школ и вузов. Книги Марины Мелия входят в «Указатель лучших книг — 2005» и «Список наиболее спрашиваемых изданий из фондов РГБ — 2010» Российской государственной библиотеки.
В статьях и книгах Марины Мелия предметом научно‐психологической рефлексии становятся самые разные как бизнес, так и житейские вопросы — от специфики ресторанного бизнеса до проблем воспитания детей, от технологий манипулирования людьми до методик успешного движения по карьерной лестнице. В публикации в издании Harvard Business Review «Как сохранить голову ясной, когда нам промывают мозги» Марина Мелия утверждает, что в целях роста увеличения продаж, компании в рекламе пытаются вызвать у аудитории страх, желание избавиться от которого заставляет людей приобретать рекламируемые товары, в работе «Главное — накормить и спать уложить. 4 мифа о первом годе жизни ребёнка» описаны причины, по которым некоторые владельцы IT-компаний в Кремниевой долине обучают детей в школах, где вообще нет компьютеров, а прочитав статью «Чудо семейной жизни» можно узнать семь условий семейного счастья по мнению психолога. Со слов Марины Мелия, она часто обращается к работам Карла Роджерса, Абрахама Маслоу, Виктора Франкла, Эрика Берна, Эриха Фромма, опыт которых считает основополагающим.

## Семья
У Марины Мелия трое детей: Алексей — историк и фотограф; Илья — предприниматель; Марина — психолог, с 2011 года генеральный директор компании ММ-класс, член совета директоров банка «Авангард» с 2016 года.

## Книги
- 2005 — Мелия, М. Бизнес-это психология: Психологические координаты жизни современного делового человека. — 1-е издание. — Москва: Альпина Паблишер, 2005 год. — 372 с. — 5000 экз. — ISBN 978-5-9614-4895-5.[24][34][35][36] — двадцать переизданий, общий тираж свыше 70 000 экземпляров[37][38].
- 2009 — Мелия, М. Как усилить свою силу? Коучинг. — 1-е издание. — Москва: Альпина Паблишер, 2009. — 298 с. — ISBN 978-5-9614-0883-6., ISBN 978-5-9614-1986-3, ISBN 978-5-9614-0883-6[39][40] — три переиздания до 2015 года.
- 2013 — Мелия, М. Успех — дело личное: Как не потерять себя в современном мире. — 2-е издание, дополненное. — Москва: Альпина Паблишер, 2013. — 464 с. — 5000 экз. — ISBN 978-5-9614-4371-4.[41]
- 2015 — Мелия, М. Главный секрет первого года жизни. — 2-е издание. — Москва: Альпина Паблишер, 2015. — 324 с. — 3000 экз. — ISBN 978-5-91671-350-3.[42]
- 2015 — Мелия, М. Просто о сложном. Как мы живем, работаем, любим. — Москва: Альпина Паблишер, 2015. — 222 с. — 3000 экз. — ISBN 978-5-91671-458-6.
- 2017 — Мелия, М. Наши бедные богатые дети. — Москва: Альпина Паблишер, 2017. — 228 с. — 3000 экз. — ISBN 978-5-91671-764-8.
- 2019 — Мелия, М. Отстаньте от ребенка! Простые правила мудрых родителей. — Москва: Эксмо, 2019. — 208 с. — 15 000 экз[43]. — ISBN 978-5-04-105883-8[44]
- 2020 — Мелия, М. Мама рядом! Главный секрет первого года жизни. — Москва: Эксмо, 2020. — 288 с. — ISBN 978-5-04-115449-3[45].
- 2020 — Мелия, М. Хочу – Могу – Надо. Узнай себя и действуй! — Москва: Бомбора, 2020. — 272 с. —  ISBN 978-5-04-117259-6[46]
- 2022 — Мелия, М. Метод Марины Мелия. Как усилить свою силу — Москва: Бомбора, 2022. — 288 с. — ISBN 978-5-04-158135-0
- 2023 — Мелия, М. Золотые правила Марины Мелия. Как выстроить отношения с ребенком с первых дней и на всю жизнь — Москва: Бомбора, 2022. — 544 с. — ISBN 978-5-04-180305-6
- 2023 — Мелия, М. Всё не так. Как выбираться из тупиков, в которые мы сами себя загоняем — Москва: Бомбора, 2023. — 240 с. — ISBN 978-5-04-187754-5

## Избранные публикации
Марина Мелия колумнист в газете Ведомости, автор статей в журналах Forbes, Harvard Business Review, Вопросы психологии, Аргументы и факты, Наша психология и др.
- 2006 — Марина Мелия. Операция «Наследник» // Forbes : журнал. — 2006-10. — № 31.
- 2007 — Марина Мелия. Компания, как взрослый ребенок, может жить вполне самостоятельно // Forbes : журнал. — 2007-10. — № 43.
- 2015 — Марина Мелия. Зачем ребенку страхи? // Наша психология : журнал. — 2015. — № 95. — С. 62—67. Архивировано 30 июня 2016 года.
- 2016 — Марина Мелия. Дети и деньги: как наладить отношения // Наша психология : журнал. — 2016. — № 96. — С. 60—65.
- 2016 — Марина Мелия. Мобильное детство // Наша психология : журнал. — 2016. — № 97. — С. 52—57. Архивировано 30 июня 2016 года.
- 2016 — Марина Мелия. Воплотить собственный проект // Psychologies : журнал. — 2016. — № 3.

## Научные публикации, учебные пособия
- 1975 — Решетень И. Н., Фролова М. И. О деятельности тренера по руководству спортивной командой // Теория и практика физической культуры. — 1975. — № 11. — С. 15—20. — ISSN 0040-3601.
- 1976 — Решетень И. Н., Фролова М. И. Значимые факторы воспитательной работы со спортсменами высокой квалификации // Теория и практика физической культуры. — 1976. — № 10. — С. 13—16. — ISSN 0040-3601.
- 1976 — И. Н. Решетень, М. И. Фролова. Проблемы спортивной педагогики. Деятельность тренера по руководству спортивной командой : учеб. пособие по спецкурсу для студентов 4 курса. — Гос. центр. ордена Ленина ин-т физ. культуры. - М.. — 1976. — 15 с.
- 1978 — Решетень И. Н., Фролова М. И. Многофункциональный характер деятельности тренера сборной команды // Теория и практика физической культуры. — 1978. — № 2. — С. 5—8. — ISSN 0040-3601.
- 1978 — Фролова М. И. Социально-психологические аспекты эффективного руководства спортивным коллективом : автореф. диссертация канд. психологических наук: (19.00.05). — Акад. МВД СССР Специализирован. отдел. - М., 1978. — 24 с.
- 1979 — Решетень И. Н., Фролова М. И. Социально-психологические особенности личности советского тренера // Теория и практика физической культуры. — 1979. — Вып. 5. — С. 7—9. — ISSN 0040-3601.
- 1980 — Решетень И. Н., Фролова М. И. Проблемы спортивной педагогики. Особенности и воспитательные возможности спортивного коллектива : метод. разработки для студентов ин-тов физ. культуры. — М.: ГЦОЛИФК. — 1980. — 24 с.
- 1980 — Фролова М. И. Проблемы спортивной педагогики : Психолого-педагогические основы руководства спортивной командой: Метод. разраб. по спецкурсу для студентов ин-тов физ. культуры. — М.: ГЦОЛИФК. — 1980. — 16 с.
- 1981 — Фролова М. И., Морозов А. С. Социально-психологические компоненты модели эффективного тренера // Теория и практика физической культуры. — 1981. — № 3. — С. 11—14. — ISSN 0040-3601.
- 1984 — Фролова М. И., Травина А. П. Диагностика эффективности игрового взаимодействия в условиях соревновательной деятельности // Теория и практика физической культуры. — 1984. — № 5. — С. 58—59. — ISSN 0040-3601.
- 1987 — Решетень И. Н., Мелия М. И. Перспективы совершенствования психолого-педагогической подготовки студентов института физической культуры // Теория и практика физической культуры. — 1987. — № 4. — С. 17—18. — ISSN 0040-3601.
- 1987 — Решетень И. Н., Мелия М. И., Прохорова М. В., Юдина З. П. Педагогика спортивного коллектива: Учебное пособие. — Малаховка: МОГИФК. — 1987. — 77 с.
- 1988 — Мелия М. И. Спортивный коллектив и психолого-педагогические основы руководства: Методические разработки для слушателей факультета повышения квалификации, Высшей школы тренеров ГЦОЛИФКа. — М.: ГЦОЛИФК. — 1988. — 24 с.
- 1988 — Мелия М. И. Тренер - руководитель спортивного коллектива : (Личность и деятельность) : метод. разраб. для слушателей ФПК  ВШТ ГЦОЛИФКа. — Гос. центр. ордена Ленина ин-т физ. культуры. - М.. — 1988. — 22 с.
- 1993 — Мелия М. И., Розин М. В. Формирование позитивного образа предпринимателя в общественном сознании. — Вопросы психологии. — 1993. — С. 54—60.